# Anton Stankowski
Anton Stankowski (18. června 1906 v Gelsenkirchenu – 11. prosince 1998 v Esslingen am Neckar) byl německý malíř, grafik a fotograf.

## Životopis
V roce 1929 přišel do Švýcarska jako neznámý 23letý absolvent uměleckoprůmyslové školy v Essenu. V průběhu 30. let 20. století se zejména jeho zásluhou principy moderny prosadily v propagování běžných průmyslových produktů strojírenství, elektrotechniky, chemického a stavebního průmyslu. Do reklamy se Stankowským pronikal úplně nový duch. Zavrhl metaforický jazyk, hravost a dekorativismus. Na jejich místo nastoupila chladná racionální prezentace propagovaného výrobku v co nejjasnějším provedení, které posloužila maximálně objektivizovaná fotografie. Typografii definovaly modernistické zásady asymetrie, geometrie a minimální barevnosti. Důrazem na objektivnost, přímočarou informativnost a extrémní úspornost udal Stankowski švýcarské moderně jasný směr.
Sehrál zásadní roli při zdomácnění moderny ve Švýcarsku.

## Galerie

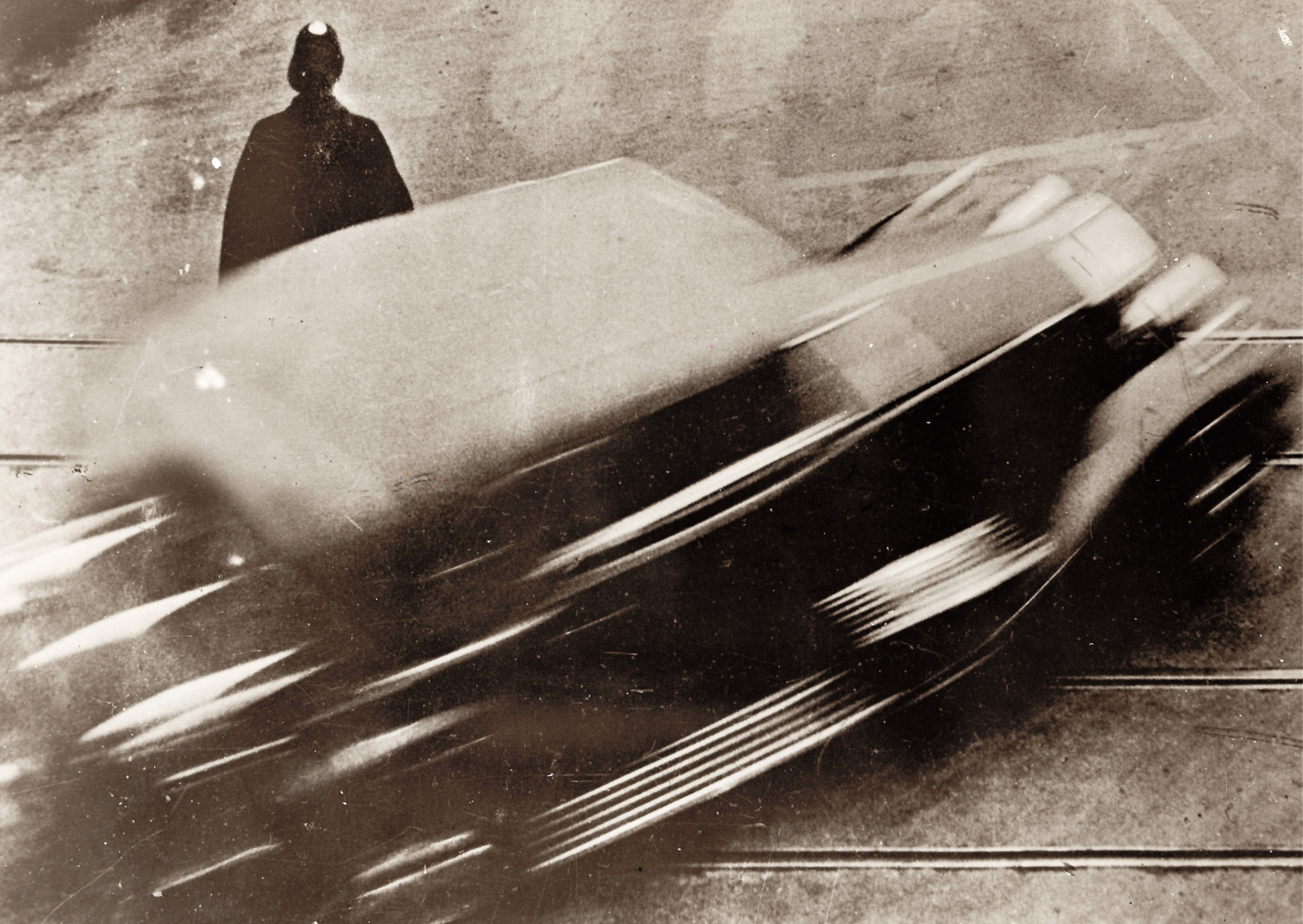
Helmhaus Zürich / Ruhe + Bewegung / Zeitprotokoll mit Auto, fotografie, 1929-1931
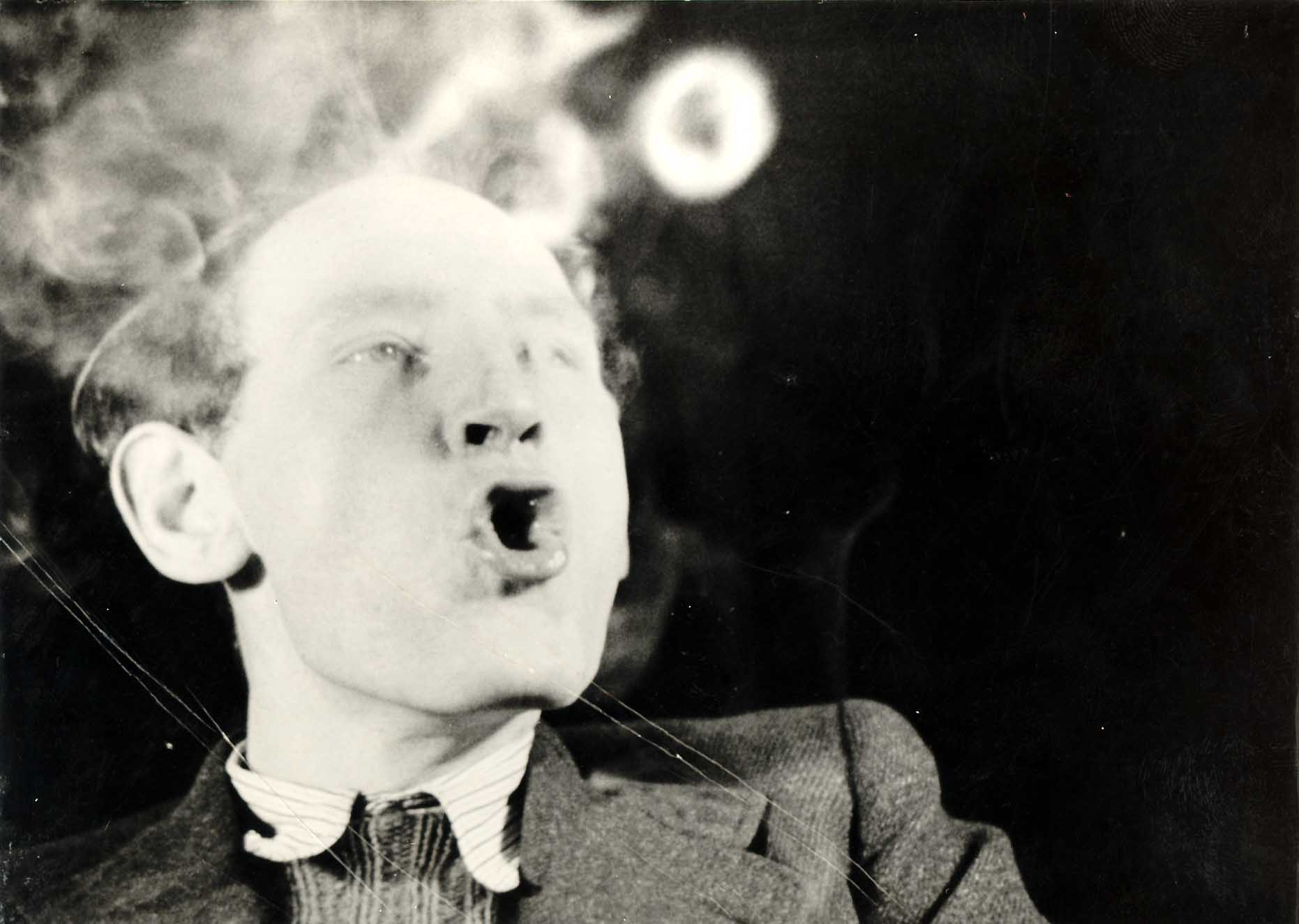
Autoportrét, Experimenty s kouřem, 30. léta 20. století
Logo Deutsche Bank (1970)
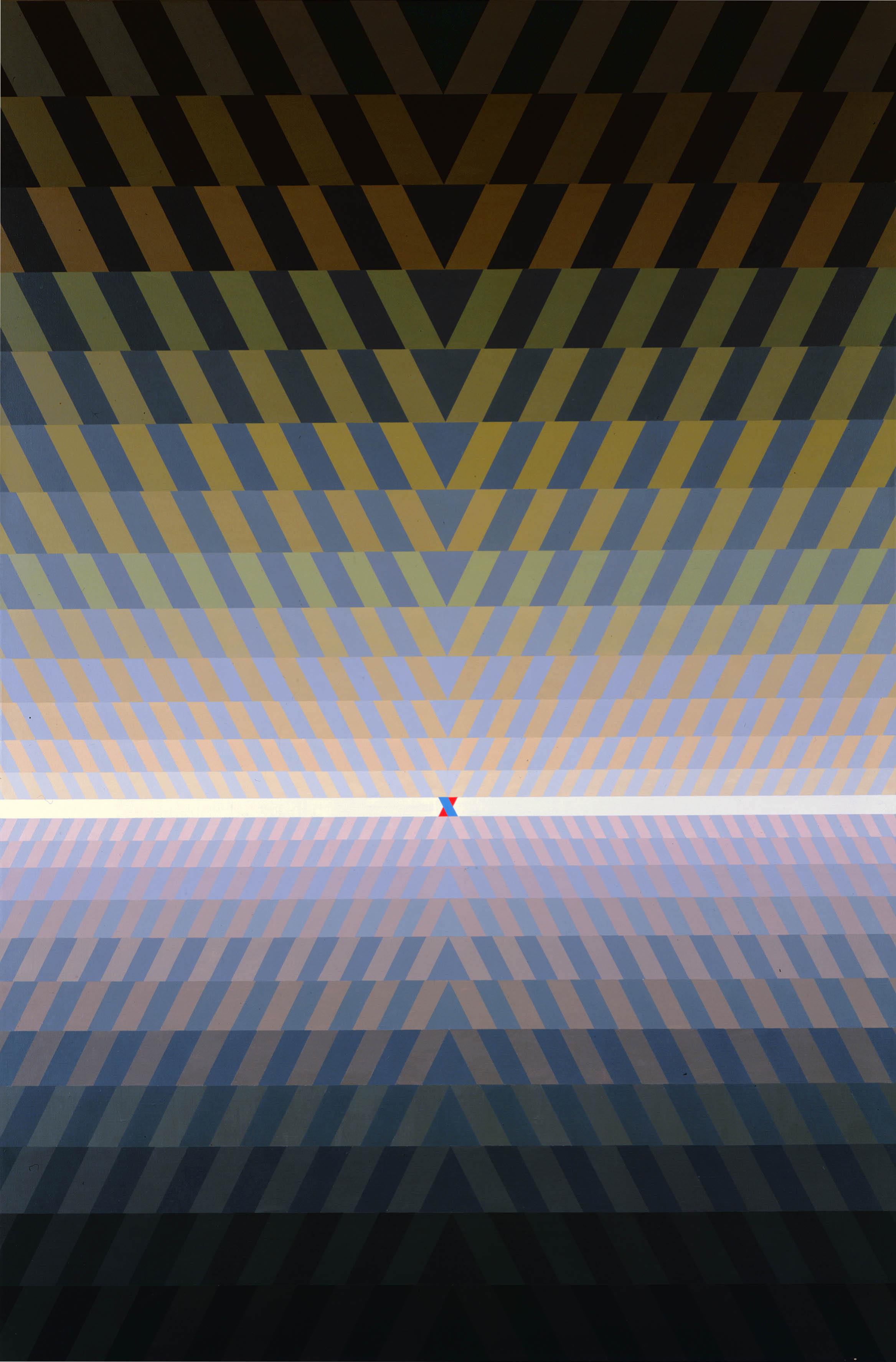
Zeit. Vergangenheit - Jetzt - Zukunft (1980) 180 x 120 cm
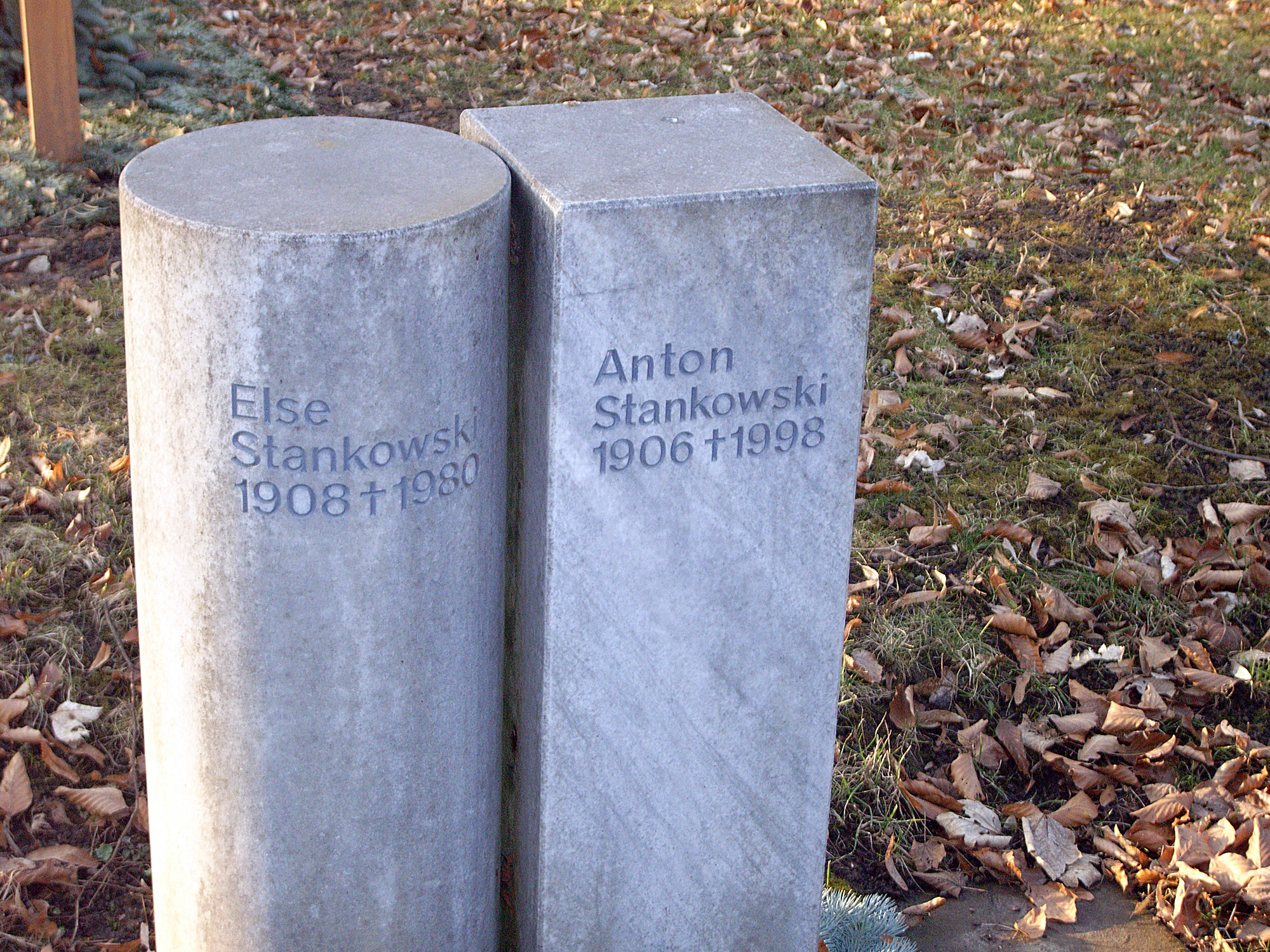
Stèle d'Else et Anton Stankowski